# The Gift (banda)
The Gift é uma banda portuguesa, de Alcobaça, formada em 1994. No seu reportório, escrito em sua grande maioria em inglês, estão temas como "Ok! Do You Want Something Simple?" (1998), "Driving You Slow" (2004) e "Fácil de Entender" (2006). Tem no currículo discos produzidos por grandes nomes como Ken Nelson, Brian Eno, Flood e Howie B.

## Biografia

### Os primeiros anos

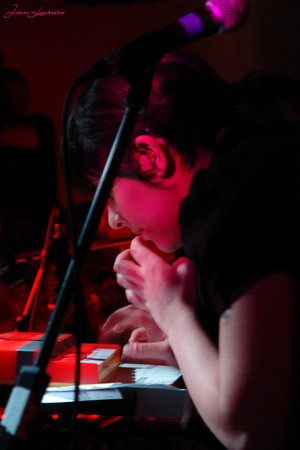
Sónia Tavares, The Gift - foto de João Loureiro

Em Setembro de 94, Sónia Tavares, Nuno Gonçalves, Miguel Ribeiro e Ricardo Braga (com idades compreendidas entre os 16 e os 21 anos) inscreveram-se no Concurso de Música Moderna do Bar Ben, em Alcobaça. A banda acabaria por ir passando de eliminatória em eliminatória, até chegar à final, e terminaria em 2º lugar – para grande surpresa de todos dada a curta existência do grupo.
Encarando o resultado do concurso como uma vitória e um estímulo, os The Gift começaram a aspirar a mais e deram o seu primeiro concerto em nome próprio no Mosteiro de Alcobaça, em Julho de 95. Seguir-se-ia o Centro Cultural de Belém, no “Espaço 7-9”], em Setembro de 96 e o convite para tocar no Porto, no bar Labirintho, em Novembro desse ano. Foi nessa noite, com o incentivo do dono do bar, José Carlos Tinoco, que surgiu a ideia de gravar a primeira maqueta do grupo.
Desde esse dia e até Maio de 97 os The Gift empenharam-se a 100% na preparação do seu primeiro registo discográfico, tendo como ambição mostrar a sonoridade da banda aos media e às editoras. Deste esforço nasceu Digital Atmosphere, CD composto por 6 temas e uma parte multimédia com entrevistas e vídeos da banda, gravado em casa e sem edição comercial.

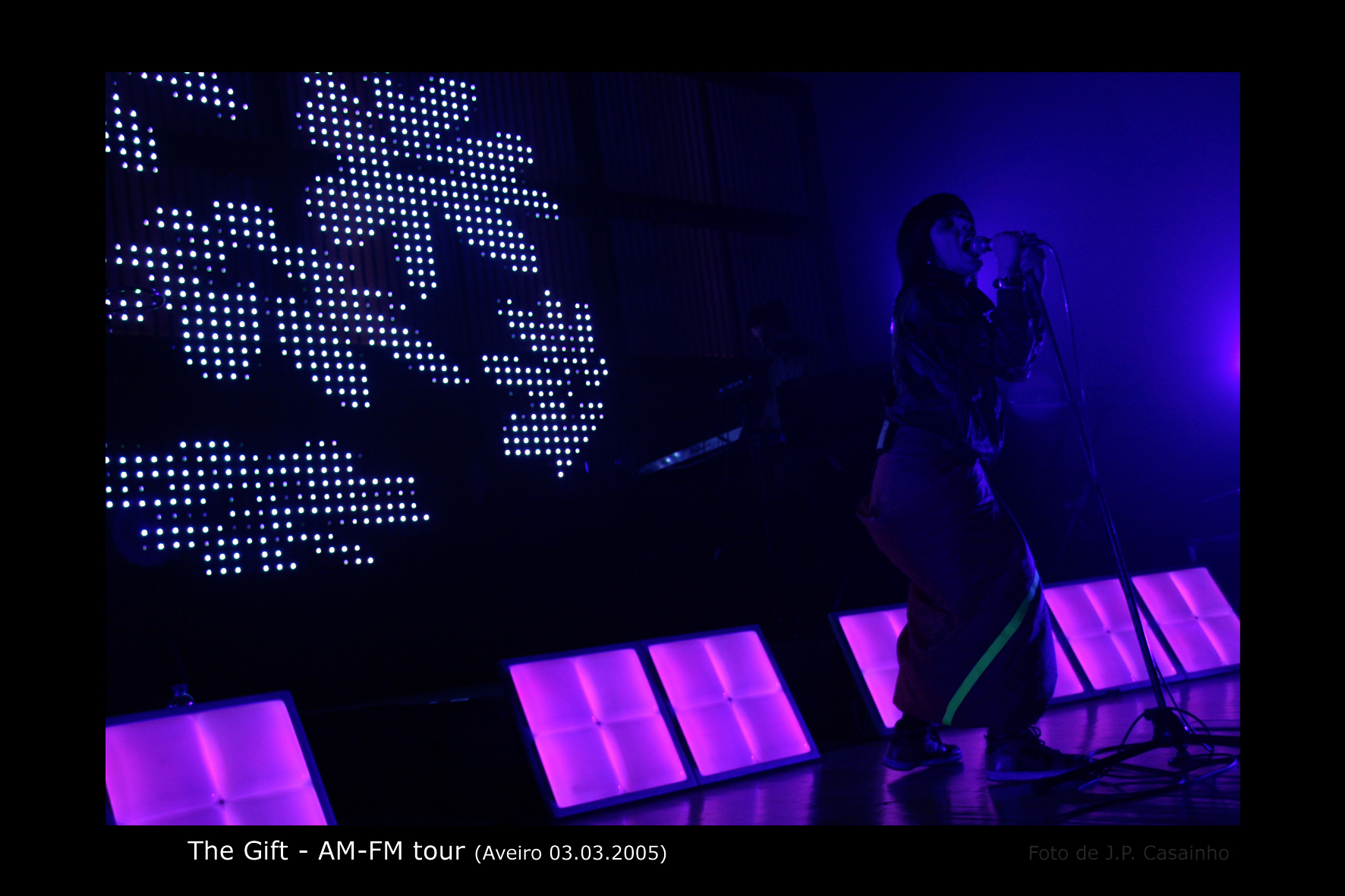
A vocalista Sónia Tavares no Tour AM-FM, em Aveiro, 3 de Março de 2005 - foto de J.P. Casainho.

O objectivo de chamar a atenção da indústria musical não seria atingido da forma desejada, mas as expectativas relativamente à crítica musical viriam a ser ultrapassadas, obtendo de imediato o reconhecimento por parte dos media.
Ainda nesse ano os The Gift partiram para a estrada, percorrendo cerca de 630 auditórios (muitos deles esgotados) e editando no final da digressão um vídeo com os concertos do Centro Cultural de Belém e do Cine-teatro de Alcobaça. Logo após a "Digital Atmosphere Tour" a banda ficaria reduzida a quatro elementos, com a saída de Ricardo Braga, permanecendo com a formação com que continuaria até hoje, e estabeleceria o objectivo de editar um novo disco, como banda independente, suportando todas as despesas e sem qualquer tipo de apoio por parte de alguma editora discográfica.

### 2000-2010
Ganham, em 2005, na categoria de "Best Portuguese Act", o MTV Europe Music Awards, prémios entregues esse ano em Portugal. Este reconhecimento é obtido através do seu álbum duplo AM-FM. A 30 de Outubro de 2006 lançam o álbum ao vivo e DVD Fácil de Entender, cujo nome é o de uma canção cantada em Português e faixa escondida do álbum AM-FM que foi apresentada no decorrer da "AM-FM Tour".
Em 2007 ganham o Globo de Ouro (SIC/Caras) de Melhor Grupo com o álbum editado no ano transacto Fácil de Entender.
Em 2009, Nuno Gonçalves é convidado a regravar Amália Rodrigues, nascendo Amália Hoje, com participação da Sónia Tavares, Fernando Ribeiro dos Moonspell e Paulo Praça dos Plaza. O disco foi lançado a 27 de Abril e foi tornado público em televisão na Gala XIV Globos de Ouro na SIC, no dia 17 de Maio de 2009.

### 2010 - 2015
Com o lançamento do último álbum da banda, Fácil de Entender, a ter acontecido em 2006, é anunciado o lançamento dum novo álbum, Explode, em Fevereiro de 2011. Foi gravado durante 6 meses em Madrid e teve como produtor Ken Nelson ( Coldplay, Badly Drawn Boy) O álbum foi disponibilizado no site da banda, ao preço que o consumidor desejasse pagar. Para apresentar as novas canções a banda programou para Março do mesmo ano, uma série de três concertos no Tivoli, Lisboa, e um em Madrid, em Maio. O álbum em suporte físico foi colocado à venda em meados de Março de 2011.
Foi anunciado a 19 de Setembro de 2011, a nomeação da banda para os prémios MTV Europe Music Awards, na categoria "Best Portuguese Act,
O primeiro single de Explode chama-se "Made for You" e o seu videoclipe tem como protagonistas noLukas Haas e Isabel Lucas. Gravado em Los Angeles tinha a ideia ficcional da canção ser composta pelos dois.
Para além deste primeiro single, foram extraídos álbum mais 3 singles e respectivos videosː "RGB", "Race is Long" e "The Singles".
A digressão de Explode percorreu países como o Brasil, Estados Unidos, Espanha, Austrália.
No início do ano 2012, o site Art Vinyl elege o disco Explode, como uma das melhores capas do ano 2011. O álbum ficou em 27º lugar, numa lista de 50 melhores capas que inclui nomes como Coldplay, The Strokes e Jay-Z. Ainda no início de 2012, e tendo passado menos de um ano do lançamento de Explode, a banda anuncia o lançamento de um novo álbum. Primavera foi lançado dia 9 de Janeiro, contendo doze faixas.
Primavera foi gravado em 10 dias apenas na Black Box do Centro cultural de Belém. O disco teve como single a própria canção Primavera. O disco foi lançado numa digressão intensa com mais de 30 datas em teatros em Espanha e Portugal. Este disco é denso, profundo e foi gravado durante os meses de gravidez da vocalista Sónia Tavares.

2014 foi o ano da celebração dos 20 anos da banda. A banda editou um livro de Autoria de Nuno Galopim, um best of com temas novos, uma caixa com 3 dvds e dois cds. Foi um ano de celebração que teve como ponto alto os espectáculos no Meo Arena e no Pavilhão multi-usos de Guimarães.
Do disco 20 destaca-se o single Clássico. O tema teve um gigante nivel de airplay e rapidamente ficou conhecido como uma das musicas mais conhecidas da banda. O video Clip retrata e recria momentos deglória da banda. A digressão durou todo o ano de 2015. Em 2016 dava-se a conhecer aquilo que era o grande projecto de carreira da banda. O album Altar.

### 2016 - 2018 - ALTAR
Altar foi gravado entre Meder (Galiza), Alcobaça e Londres. Foi um projecto ambicioso desde o inicio. O álbum teve composição repartida entre Nuno Gonçalves, Sónia Tavares e Brian Eno.
A produção teve a cargo de Brian Eno e as misturas foram realizadas por um parceiro de longa data de Brian Eno, FLOOD.
Teve como single de estreia o tema "Love Without Violins" featuring Brian Eno.
O que a banda disse:
"No inicio foi o sonho. No inicio e no final. Saímos de casa dele os dois. Com a certeza de tudo e com a certeza de nada. Sim, vamos trabalhar.
No inicio de cada manha a neblina. Este disco foi gravado durante as 4 estações. Mas estas estações eram representadas diante dos nossos olhos todos os dias.
No inicio de cada manha a neblina. As dúvidas, as forças que nem sempre existem, a ausência de amor. Ás 9 em ponto o sol entrava na sala grande, rodeada de cabos de várias cores, candeeiros de chão criteriosamente montados e ligados 24 horas por dia.
As 9 em ponto entrava o sol. Good Morning everyone. E ali tudo mudava.
O forte deste disco é sem duvida a sua construção. E isso é ingrato para quem o escuta. O forte deste disco é isso mesmo, a construção com neblina, sol, chuva e vento lá por fora.
As canções foram ganhando vida, corpo, raízes e folhas. Folhas goteando a água de uma manha húmida. Foram-se soltando de nós. Foram-se soltando de mim que as fazia no inicio, foram ganhando mãos que as ajudaram a subir montagens a pique. Foram ganhando a forma e o espírito próprios. Trabalhar com Brian Eno é isso mesmo, é dar uma vida nova às canções que eram nossas. E ficam a ser de ninguém . ficam a ser delas mesmo. Ganham vida, casa e família. Neste disco vivemos tudo.
Divórcios, filhos, despedidas e encontros. Suor sangue e lágrimas. Mas havia sempre o sol que entrava às 9 em ponto e isso fazia-me rir, crescer e fazer que as músicas ganhassem músculo pra sair.
Altar. No inicio foi o sonho. E a grandeza do mosteiro. Todos os dias tamanha grandeza. Altar é o respeito pela cerimonia. A grandeza e a espiritualidade do seu significado. Altar é a luz que rompe o nevoeiro de manha. É o sol a esconder-se no final do dia, projetando as nossas sombras numa parede de trás da sala povoada por instrumentos. É poesia escrita diariamente num quadro branco onde se idealizavam histórias, sorrisos, onde se desabafavam as nossas penas e medos. Altar é a história da não desistência. Altar é correr em frente acreditando que o futuro nos dê mais pernas e mais mãos pra subir as mais altas montanhas, os mais altos vitrais. Altar é um disco de 10 canções, intemporais. Feitas durante dois anos. Pensadas ao longo de 3. Sonhadas ao longo de 22. No inicio foi o sonho. Saímos de casa dele aos pulos.
O sol entra de novo pelas nove. E tudo recomeça. Uma e outra vez.
Altar é dançarmos a cantar. É sorrisos e abraços. Emoção do adeus. A emoção do não regresso. É divórcios e amor por dar. E amor por receber. Altar é a história de vida que conseguimos gravar e traçar em todos nós. Não há um antes e um depois. Há o presente.
Altar é a luz projetada no tecto da sala onde tudo se gravava. Altar é o rio que nos deu alma para escrever um hino. Altar é o quarto escuro que nos deu inspiração. È uma carta tirada ao calhas. Altar é o Mali a entrar por nós a dentro como faca afiada. É a despedia no mais alto dos prédios. Altar é o inicio de grito com violinos e ritmos a destempo. É o peixe gordo que nunca queremos ser. Altar é o amor desenfreado e frio. Altar é a esperança de uma pista de dança com luzes violetas.
No inicio foi o sonho. No final, mesmo no final conseguimos acordar, e o resultado está aqui. Altar, o novo disco dos THE GIFT."

### 2019-Verão
Verão é o ultimo disco a ser editado. Teve de novo a colaboração de Brian Eno. Sobre este álbum, a banda escreveu
"O Verão dos Gift...Este Verão é ou não a continuidade óbvia da Primavera. Neste      verão o preto e branco dá lugar ao azul escuro.. Neste verão o preto e branco da ausência de cor dá lugar ao vazio de uma sala de estar com luz do sol, ameno, sossegado, impulsivo... Dá lugar ao  calor visto desde dentro. Este Verão não é das praias e da pele salgada. Não é dos      olhos que parecem ser verde esmeralda. Não é das paixões que acabam por carta. Não é das viagens com vidros abertos. Não é do mar. Não é o verão das cores vivas ao sol. Neste Verão corre apenas uma brisa. Uma suave brisa. Este é o mote para o novo disco que será lançado ainda no primeiro semestre de 2019 e que traz ecos de uma "Primavera" bem vivida e de uma passagem inspiradora por um "Altar" emblemático."

## Discografia

### Álbuns
- 1997 - Digital Atmosphere (demo tape sem versão comercial)
- 1998 - Vinyl (álbum)
- 2001 - Film
- 2004 - AM-FM
- 2011 - Explode
- 2012 - Primavera
- 2015 - 20
- 2017 - Altar
- 2019 - Verão
- 2022 - Coral

### Álbuns ao vivo
- 2006 - Fácil de Entender
- 2024 - Coral Ao Vivo

### Singles
Retirados do álbum Vinyl:
- 1999 - Ok! Do you want something simple?
- 1999 - Real (Get Me For...)
- 2000 - Truth

Retirados do álbum Film:
- 2001 - Waterskin
- 2001 - Question of love

Retirados do álbum AM-FM:
- 2004 - Driving You Slow
- 2005 - 11:33
- 2005 - Music

Retirados do álbum Fácil de Entender:
- 2006 - Fácil de Entender
- 2008 - 645

Retirados do álbum Explode:
- 2011: RGB
- 2011: Race Is Long

Retirado do álbum 20:
- 2015: Clássico

Retirados do álbum Altar:
- 2016: Love Without Violins (feat. Brian Eno)
- 2017: Clinic Hope
- 2017: Big Fish

Retirados do álbum Verão:
- 2019: Verão

### Compilações
- 2007: Lisboa (Universal Music) - com o tema inédito "In Repeat"[10]

## Bandas sonoras
- 1999- Não és Homem, Não és Nada - O grupo fez a banda sonora da sitcom da Herman Zap Produções, com Alexandra Lencastre, Joaquim Monchique entre outros,  exibida na RTP1.[11]

## VHS/DVD
- 2000- Vinyl tour- A single hand camera documentary, by Gonçalo Covacich. (VHS)
- 2004- AM-FMAM-FM DVD (Documentário "On the road"; Making of AM-FM).
- 2006- Fácil de Entender DVD- concerto ao vivo.
- 2011- Explode DVD (Making of Explode, Madrid / Índia / Alcobaça)

## Livros
- 2000- The Gift- a single diary : fotografias da Vinyl tour, por Ana Pereira.
- 2015- The Gift "20": a história dos 20 anos da banda de Alcobaça, por Nuno Galopim.

## Prémios e nomeações

### Prémios
- 1999 - TMN Videoclip '99 - Melhor Videocip de 99 - "OKǃ Do You Want Something Simple?"[12]
- 2000 - Gala Nova Era - Melhor Nacional, Melhor Single, Imagem Feminina 2000 (Sónia Tavares) e Melhor Banda.
- 2005 - Prémio Arco-íris - Este prémio foi entregue pela Associação ILGA Portugal, reconhecendo o contributo na luta contra a discriminação e a homofobia[13]
- 2005 - MTV Europe Award para Melhor Artista Português [14]
- 2007 - Globo de Ouro na categoria Melhor Grupo, com o álbum Fácil de Entender

### Nomeações
- 2010 - Melhor Música de Genérico - "Fácil de Entender" (de Sentimentos)
- 2013 - Globo de Ouro na categoria Melhor Grupo, com o álbum Primavera
- 2011 - MTV Europe Award para Melhor Artista Português
- 2013 - MTV Europe Award para Melhor Artista Português
- 2018 - Globo de Ouro na categoria Melhor Grupo, com o álbum Altar
- 2023 - Globo de Ouro de Melhor Atuação - Centro Cultural de Belém
- 2024 - Globo de Ouro de Melhor Atuação - Coliseu dos Recreios